# Veliki Školj (Mljet)
Koordinati:   42°42′13″N, 17°44′40″E
Veliki Školj je majhen nenaseljen otoček v Jadranskem morju, ki pripada Hrvaški.
Otoček leži vzhodno od rta Vratnički na otoku Mljetu, od katerega je oddaljen okoli 0,2 km. Njegova površina meri 0,06 km². Dolžina obalnega pasu je 0,88 km. Najvišji vrh na otočku je visok 22 mnm. Okoli 0,2 km jugozahodno od otočka se nahaja čer Mali školj.